# Get Up, Stand Up
«Get Up, Stand Up» — песня группы The Wailers с альбома 1973 года Burnin’, изданная отдельным синглом. Авторы песни — участники группы Боб Марли и Питер Тош.
В 1973 году песня добралась до 33 места в Нидерландах в чарте Nederlandse Top 40. Кроме того, в 1986 году она достигла 49 места в Новой Зеландии. В 1999 году сингл был принят в Зал славы премии «Грэмми».
В 2004 году журнал Rolling Stone поместил песню «Get Up, Stand Up» в исполнении группы Bob Marley and the Wailers на 296 место своего списка «500 величайших песен всех времён». В списке 2011 года песня находится на 302 месте.
Делюкс-издание альбома Burnin' 2004 года содержит две ранее не издававшиеся версии песни.